# 怀都
怀都（13世纪—1279年），元朝将领，斡鲁纳台氏，阿术鲁的孙子。
元世祖中统三年（1262年）春，奉命跟随哈必赤讨平李璮之乱，立有战功。七月，在济南杀李璮。充邳州监战万户，至元四年（1267年）又从南征，在襄阳击败宋军。至元九年（1272年），在樊城斩南宋将领韩拨发。后攻安庆，驻镇江，取苏州，至福建，所战都能获胜。官至镇国上将军，浙东宣慰使、行省参知政事。至元十六年（1279年）病死在处州（今浙江丽水市）病卒。其子八忽台儿，官至通奉大夫、浙东道宣慰使都元帅。